# Портов'єхо
Портов'єхо (ісп. Puertoviejo, Portoviejo) — місто в Еквадорі, і столиця провінції Манабі. Знаходиться за 30 км від Тихоокеанського узбережжя. Також відоме як місто «Королівських Дерев Індійського фініка» через красиві дерева, знайдені в області.
Портов'єхо - головний політичний і економічний центр річки «Долина Портов'єхо», яка також включає кантони Санта-Ана і Rocafuerte, де щороку культивується близько 110 квадратних кілометрів земель.
У долині вирощують помідори, цибулю, перець, банани, манго та інші тропічні фрукти. Місто, яке сильно постраждало від економічної кризи у вісімдесятих і дев'яностих, тепер оговтується, але серйозні обмеження бюджету і величезний рівень безробіття роблять відновлення складним для місцевої влади. Місцеві жителі є дуже дружніми і здаються добре освіченими.
У Портов'єхо зародилася традиційна кухня Манабі, яка добре відома в Еквадорі. Вона представлена в більшості ресторанах країни, розташованих уздовж шосе Портов'єхо - Крусіта.

## Історія
Портов'єхо був заснований Франсіско Пачеко; він, «роблячи, як йому було наказано, сів на судно в селищі під назвою Пікасо [Piquaza] і в найкращому, як йому здалося, місці, заснував і заселив місто Пуерто-Велья, яке тоді назвав містечком.
Це був день святого Георгія, 12 березня 1535 року від різдва нашого Спасителя Ісуса Христа, і заснував його в ім'я імператора Карла, нашого короля і сеньйора. Дізнавшись про це завоювання і заселення капітана Франсиско Пачеко, вийшов з Кіто Педро де Пуельєс [Pedro de Puelles] з багатьма іспанцями (де проходив також капітан Себастьян де Белалькасар, який був головним намісником дона Франсіско Пісарро), щоб заселити той самий берег Південного моря, і були між одними і іншими (як розповідають) певні сутички», і місто було назване «La Villa Nueva de San Gregorio de Portoviejo».
Одним з найвідоміших поетів з Портов'єхо був Вісенте Амадор Флор, який написав багато поем про місто.

## Клімат
Місто знаходиться у зоні, котра характеризується кліматом тропічних саван. Найтепліший місяць — березень із середньою температурою 25.6 °C (78 °F). Найхолодніший місяць — липень, із середньою температурою 22.8 °С (73 °F).
| Клімат Портов'єхо       | Клімат Портов'єхо | Клімат Портов'єхо | Клімат Портов'єхо | Клімат Портов'єхо | Клімат Портов'єхо | Клімат Портов'єхо | Клімат Портов'єхо | Клімат Портов'єхо | Клімат Портов'єхо | Клімат Портов'єхо | Клімат Портов'єхо | Клімат Портов'єхо | Клімат Портов'єхо |
| Показник                | Січ.              | Лют.              | Бер.              | Квіт.             | Трав.             | Черв.             | Лип.              | Серп.             | Вер.              | Жовт.             | Лист.             | Груд.             | Рік               |
| Середня температура, °C | 25                | 25                | 26                | 26                | 25                | 24                | 23                | 23                | 24                | 24                | 24                | 25                | 24                |
| Норма опадів, мм        | 97                | 142               | 130               | 68                | 24                | 11                | 4                 | 2                 | 3                 | 3                 | 3                 | 13                | 497               |
| ----------------------- | ----------------- | ----------------- | ----------------- | ----------------- | ----------------- | ----------------- | ----------------- | ----------------- | ----------------- | ----------------- | ----------------- | ----------------- | ----------------- |
| Джерело: Weatherbase    |                   |                   |                   |                   |                   |                   |                   |                   |                   |                   |                   |                   |                   |